# 1207년

## 연호
- 남송(南宋) 개희(開禧) 3년
- 금(金) 태화(泰和) 7년
- 일본(日本) 겐에이(建永) 2년 / 조겐(承元) 원년
- 서하(西夏) 응천(應天) 2년
- 리 왕조(李朝) 찌빈롱응(治平龍應) 3년

## 기년
- 남송(南宋) 영종(寧宗) 13년
- 금(金) 장종(章宗) 18년
- 고려(高麗) 희종(熙宗) 3년
- 몽골 칭기즈 칸 2년
- 서하(西夏) 양종(襄宗) 2년
- 리 왕조(李朝) 고종(高宗) 32년

## 탄생
- 9월 30일 - 페르시아의 신비주의 시인이자 이슬람 법학자 루미. (~1273년)
- 10월 1일 - 영국의 왕 헨리 3세. (~1272년)

## 사망
- 고려(高麗)의 무신(武臣) 박진재(朴晉材). (1166년~)